# Gasteranthus atratus
Gasteranthus atratus är en tvåhjärtbladig växtart som beskrevs av Wiehler. Gasteranthus atratus ingår i släktet Gasteranthus och familjen Gesneriaceae. Inga underarter finns listade i Catalogue of Life.